# 北島城
北島城（きたじまじょう）は、愛知県稲沢市にあった日本の城（平城）。

## 歴史
文保年間（1317年 - 1319年）に平経貞が築城した。平経貞は前九年の役に参戦した経歴を持っている。 その後、織田信長の家臣の飯尾尚清の居城になった。

## 現在
現在は工場、畑、宗形社になっており、この宗形社では平経貞を守護神として祀っている。
少し離れた場所に、土塁が10ｍほど残されている。近くから古井戸が3つ発掘されたそうだが現在は残っていない。

## アクセス
名鉄名古屋本線 奥田駅から徒歩で約20分。

## 所在地
愛知県稲沢市北島町字城